# Соколков, Константин Екимович
Константи́н Еки́мович Соко́лков (21 мая 1923, Малый Атлым, Тюменский округ, Уральская область, РСФСР, СССР — 7 февраля 1990, Йошкар-Ола, Марийская ССР, РСФСР, СССР) — советский деятель сельского хозяйства. Директор птицефабрики «Акашевская» Марийской АССР (1967—1987). Заслуженный зоотехник РСФСР (1980), заслуженный зоотехник Марийской АССР (1970). Кавалер ордена Ленина (1973). Участник Великой Отечественной войны.

## Биография
Родился 21 мая 1923 года в с. Малый Атлым ныне Октябрьского района Ханты-Мансийского автономного округа. По национальности — ханты.
В июле 1942 года призван в Красную Армию. Участник Великой Отечественной войны: военфельдшер, командир санитарного взвода 233-й стрелковой дивизии, старший лейтенант медицинской службы. Участвовал в битве за Сталинград, в боях за Украину, освобождал Румынию, Венгрию, Югославию. В 1944 году был контужен, взят в плен, находился в фашистском концлагере, в феврале 1945 года считался погибшим. Домой вернулся в сентябре 1945 года. Дважды награждён орденом Отечественной войны II степени, причём первая награда была вручена ему через 11 лет после окончания войны.
В 1955 году окончил Казанский зооветеринарный институт. В 1960 году направлен в Медведевский район Марийской АССР: зоотехник совхоза «Семёновский», в 1967—1987 годах — директор птицефабрики «Акашевская».
За достижения в области сельского хозяйства в 1970 году ему присвоено почётное звание «Заслуженный зоотехник Марийской АССР», в 1980 году — звание «Заслуженный зоотехник РСФСР». Также награждён орденами Ленина, дважды — Трудового Красного Знамени, медалями ВДНХ и Почётными грамотами Президиума Верховного Совета Марийской АССР.
Скончался 7 февраля 1990 года в Йошкар-Оле. Похоронен на Туруновском кладбище.

## Награды и звания
- Орден Ленина (1973)[1][2]
- Орден Трудового Красного Знамени (1971, 1976)[1][2]
- Орден Отечественной войны II степени (05.03.1945, 06.04.1985)[1][2]
- Золотая медаль ВДНХ (1981)[1][2]
- Серебряная медаль ВДНХ (1973)[1][2]
- Бронзовая медаль ВДНХ (1970)[1][2]
- Юбилейная медаль «За доблестный труд. В ознаменование 100-летия со дня рождения Владимира Ильича Ленина»
- Почётная грамота Президиума Верховного Совета Марийской АССР (1977, 1983)[1][2]
- Заслуженный зоотехник РСФСР (1980)[1][2]
- Заслуженный зоотехник Марийской АССР (1970)[1][2]